# Kees Visser
Pour les articles homonymes, voir Visser.
Kees Visser est un peintre néerlandais né le 4 mai 1948 près de Haarlem aux Pays-Bas, cofondateur du Living Art Museum de Reykjavik en 1978.

## Biographie
Kees Visser est un autodidacte qui au cours de ces quarante années est passé de l’abstraction au Fluxus. Il a commencé à développer un travail sur la couleur à partir de 1976, en tissant des bandes de papier, avant de produire des tableaux-reliefs faits de planches de bois. Une sensibilité plus formaliste voire minimaliste se retrouve également dans plusieurs dessins de trames et de spirales réalisés à l’encre ou à la gouache, l’artiste a souhaité schématiser par des lignes et des couleurs, le cheminement de la pensée. Il quitte les Pays-Bas à la fin des années 1970 pour s’installer en Islande où il sera très influencé par la nature volcanique du paysage qui l’entoure. Il y côtoie une scène artistique cosmopolite où se croisent des artistes comme Dieter Roth, Donald Judd, Richard Serra, Roni Horn, Hrein Fridffinson, Adrian Schiess, Günter Umberg ou encore Richard Long. C’est en 1990 qu’il vient s’installer à Paris où il développera son travail sur la série, la forme et la couleur en réalisant des monochromes qui seraient un moyen d’expression et non de transcription de la nature à travers le concept de mémoire. Nourri des écrits de Wittgenstein, il réfléchit sur la logique et la mécanique de la pensée, de l’imagination et du raisonnement. Très imprégné de l’espace d’exposition et de la question du temps, il réalise des peintures in situ. Pour lui, ses œuvres sculpturales sont des peintures spatiales.

## Expositions
- 1976
  - Galerie SUM, Reykjavik,
- 1978
  - Galerie Fignal, Amsterdam,
- 1980
  - Galerie Loa, Amsterdam, 
  - Gallery the Corridor, Reykjavik,
- 1982
  - Rauda Husid, Akureyri, 
  - Nylistasafnid, the Living Art Museum, Reykjavik, 
  - Gallery the Corridor, Reykjavik,
- 1983
  - Galerie Pieter Brattinga, Amsterdam,
- 1985
  - Gallery the Corridor, Reykjavik,
- 1987
  - Nylistasafnid, the Living Art Museum, Reykjavik, 
  - Korpulfsstadir, Reykjavik
- 1988
  - Galeri Birgir Andresson, Reykjavik, 
  - Galeri Krokur, Reykjavik
- 1990
  - Gallery the Corridor, Reykjavik, 
  - Galeri Krokur, Reykjavik, 
  - Galeri Slunkariki, Ísafjörður, 
  - Galeri Saevar Karl, Reykjavik,
- 1992
  - Nylistasafnid, the Living Art Museum, Reykjavik,
- 1995
  - Centre d’Art, Crédac, Ivry-sur-Seine, 
  - Gallery the Office, Tel Aviv, 
  - Zion House, Jérusalem, 
  - Galerie George Verney-Carron, Villeurbanne, 
  - Espace Michel Voisin, Biot,
- 1996
  - Galeri Ingolfsstraeti 8, Reykjavik, 
  - Galerie Artem, Quimper,
- 1998
  - Kunsthalle Palazzo, (with Arianne Epars) Liestal, 
  - École des Beaux Arts, Nimes, 
  - Galerie Rob de Vries, Haarlem, 
  - Vishal, Haarlem,
- 1999
  - Université de Paris, Centre St. Charles, Paris,
- 2000
  - C/O Daniel Bosser, Paris, 
  - École des Beaux Arts, Nimes, 
  - Jakob + MacFarlane, Architecture Agency, Paris,
- 2001
  - Galerie Rob de Vries, Haarlem, 
  - Galerie Philippe Pannetier Nimes,
- 2002
  - Galerie Site Odeon 5, Paris,
- 2003
  - C/O Daniel Bosser, (avec Martina Klein), Paris,
- 2004
  - Presentation ‘Catalogue Raisonne’, Bookstorming, Paris, 
  - TENT, Rotterdam, 
  - Galerie Philippe Pannetier, Nimes,
- 2005
  - Centre d’Art Contemporain, Bouvet Ladubay, Saumur,
- 2006
  - De Boterhal, Hoorn, 
  - Chapelle de Jeanne d’Arc, Thouars, 
  - ASÍ Art Museum, Reykjavik,
- 2007
  - Centre d’Art Contemporain, le Quartier, Quimper, 
  - Église St. Eustache, Paris, 
  - Objet de production, Hôtel Missa, Paris,, 
  - Stichting Kunstruimte 09, Groningen,
- 2008
  - Galerie Philippe Pannetier, Nimes,
- 2009
  - Musée Matisse, Cateau-Cambresis, 
  - Objet de production, Paris,

## Galerie

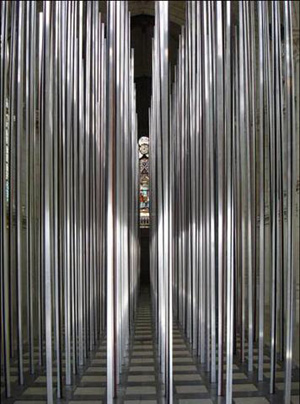
Kees Visser à St Eustache